# アルゴリズム取引
アルゴリズム取引（アルゴリズムとりひき、英: algorithmic trading）とは、一度に処理しきれないほどの大口の注文を、プログラムによる自動取引により、時間・価格・出来高に基づき、より小さな注文に分割して発注する取引方法の事。トレーダーが常時株価に注意を払い手作業で分割して発注しなくても良いように開発された。よく使われるアルゴリズムとしては、Percentage of Volume, Pegged, VWAP, TWAP, Implementation Shortfall, Target Close などがある。アルゴリズム取引は利益を上げることを目的としていない。コストや市場へのインパクトや取引のリスクを小さくする方法である。21世紀において、アルゴリズム取引は機関投資家および個人投資家において広く利用されている。機関投資家は一度に注文を発注しきれないほどの大口の注文を処理しないといけないので、投資銀行や年金基金や投資信託会社やヘッジファンドで広く利用されている。